# Тимофеевский (выселок)
 Тимофеевский  — выселок в Звениговском районе Республики Марий Эл. Входит в состав Шелангерского сельского поселения.

## География
Находится в южной части республики Марий Эл на расстоянии приблизительно 33 км по прямой на север-северо-восток от районного центра города Звенигово.

## История
Основан в 1925 году переселенцами из села Керебеляк. В 1926 году здесь уже было 5 хозяйств, проживали 16 жителей, в 1933 35 человек. В 1941 году отмечено было 21 хозяйство, в 1990 — 10. В советское время работал колхоз «Красный волгарь».

## Население
Население составляло 14 человек (мари 100 %) в 2002 году, 9 в 2010.